# Peter, arveprins af Jugoslavien
Arveprins Peter af Jugoslavien (født 5. februar 1980 i Chicago, Illinois, USA) er en serbisk prins. Han er den ældste søn af Alexander af Jugoslavien (født 1945), der tidligere har været jugoslavisk kronprins. Han er sønnesøn af Peter 2. af Jugoslavien (1923–1970), der var Jugoslaviens sidste konge i 1934–1945. 

## Forfædre
Arveprins Peter er søn af Alexander af Jugoslavien samt sønnesøn af Alexandra af Grækenland og Danmark og Peter 2. af Jugoslavien. 
Arveprins Peter er oldesøn af Alexander 1. af Jugoslavien, Marie af Jugoslavien og Alexander 1. af Grækenland. Han er tipoldesøn af Peter 1. af Jugoslavien, Ferdinand 1. af Rumænien, Ferdinand 1. af Rumænien, Konstantin 1. af Grækenland og Sophie af Preussen. 
Desuden er han tiptipoldesøn af  Leopold af Hohenzollern-Sigmaringen, Alfred af Sachsen-Coburg og Gotha, Maria Alexandrovna af Rusland, Georg 1. af Grækenland, Olga Konstantinovna af Rusland, Frederik 3. af Tyskland, Victoria af Storbritannien (1840-1901), Ludvig Karl af Orléans, hertug af Nemours, Pedro 2. af Brasilien, Ferdinand 2. af Begge Sicilier, Ferdinand Filip af Orléans, hertug af Chartres, Helene af Mecklenburg-Schwerin og Antoine, hertug af Montpensier.

## Weblinks
- Officiel webplads for den serbiske kongefamilie